# Akkoord van Gbadolite

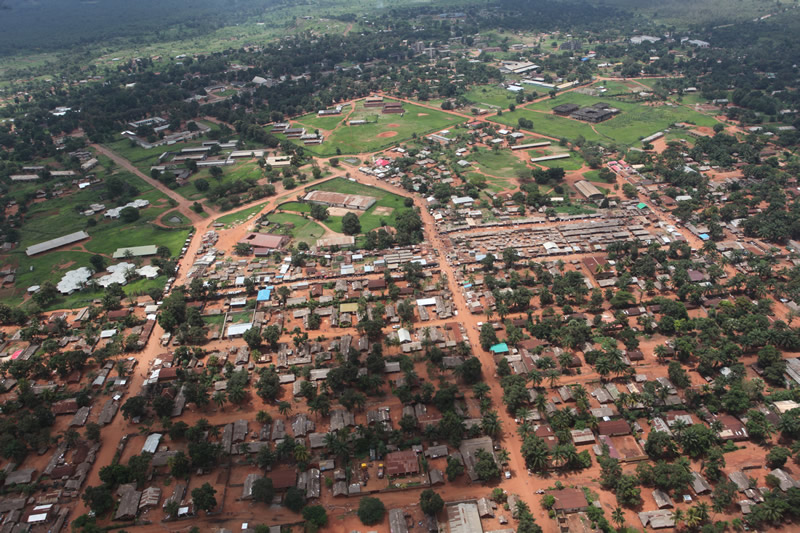
Gbadolite, Democratische Republiek Congo

Het Akkoord van Gbadolite, ondertekend op 31 december 2002, te Gbadolite, in de Democratische Republiek Congo, was een onsuccesvolle poging om de Tweede Congolese Burgeroorlog te beëindigen. Het akkoord werd ondertekend door de Congolese Bevrijdingsbeweging (MLC), de Congolese Rally voor Democratie (RCD) en de RCD-Mouvement de Libération (RCD-ML), en werd gesteund door de Oegandese regering.
Alle partijen kwamen een staakt-het-vuren overeen in de vierhoek Isiro-Bafwasende-Beni-Watsa en gingen akkoord om meteen militaire waarnemers van de Verenigde Naties in het gebied toe te laten. Het verdrag bepaalde ook dat burgers en humanitaire organisaties zich vrij konden bewegen in de gebieden.

Net als de eerder gesloten verdragen, leidde ook het akkoord van Gbadolite niet tot een einde van de Tweede Congolese Burgeroorlog.